# Йосиф Роговски
Йосиф (Осип) Иванович Роговски 1-ви (на руски: Йосиф (Осип) Иванович Роговский 1-й) е руски офицер, капитан от Лейбгвардейски Московски полк, участник в Руско-турската война (1877 – 1878) и битката при Горни Дъбник.

## Биография
Йосиф Роговски е роден през 1841 г. в Подолска губерния в семейство на потомствен дворянин. Ориентира се към военното поприще. Завършва 2-ро Константиновско военно училище с назначение в 44-ти Камчатски пехотен полк (1860). Служи в лейбгвардейския Московски полк (1864). Като командир на стрелкова рота, участва в известното стрелково състезание край Красно село. На състезанието неговата рота показва отлични резултати, по-добри от тези на картечната батарея (1874). Уважаван офицер, който заема различни почетни длъжности. Ползва се с безгранично доверие от другарите си и седем години по ред е избиран за член на офицерския „съд на честта“.
Участва в Руско-турската война (1877 – 1878) при Обсадата на Плевен. Лейбгвардейският Московски полк е определен да атакува двата турски редута при Горни Дъбник. Целта е да се прекъснат снабдителните линии на Осман паша. В Битката при Горни Дъбник на 12/24 октомври Роговски е командир на стрелкова рота. По време на атаката е тежко ранен. Пренесен е в село Садовец, където умира. Погребан е заедно с осем нисши чина от неговия полк в близост до мястото на Централния превързочен пункт край река Вит.

## Галерия
- Гробът на капитан Йосиф Роговски при Садовец
- Каменен саркофаг на капитан Роговски при Садовец
- Надпис на каменния саркофаг на капитан Роговси при Садовец
- Паметникът на Централня превързочен пункт при Садовец
- Надпис на паметника на превързочния пункт